# R8C/Tiny

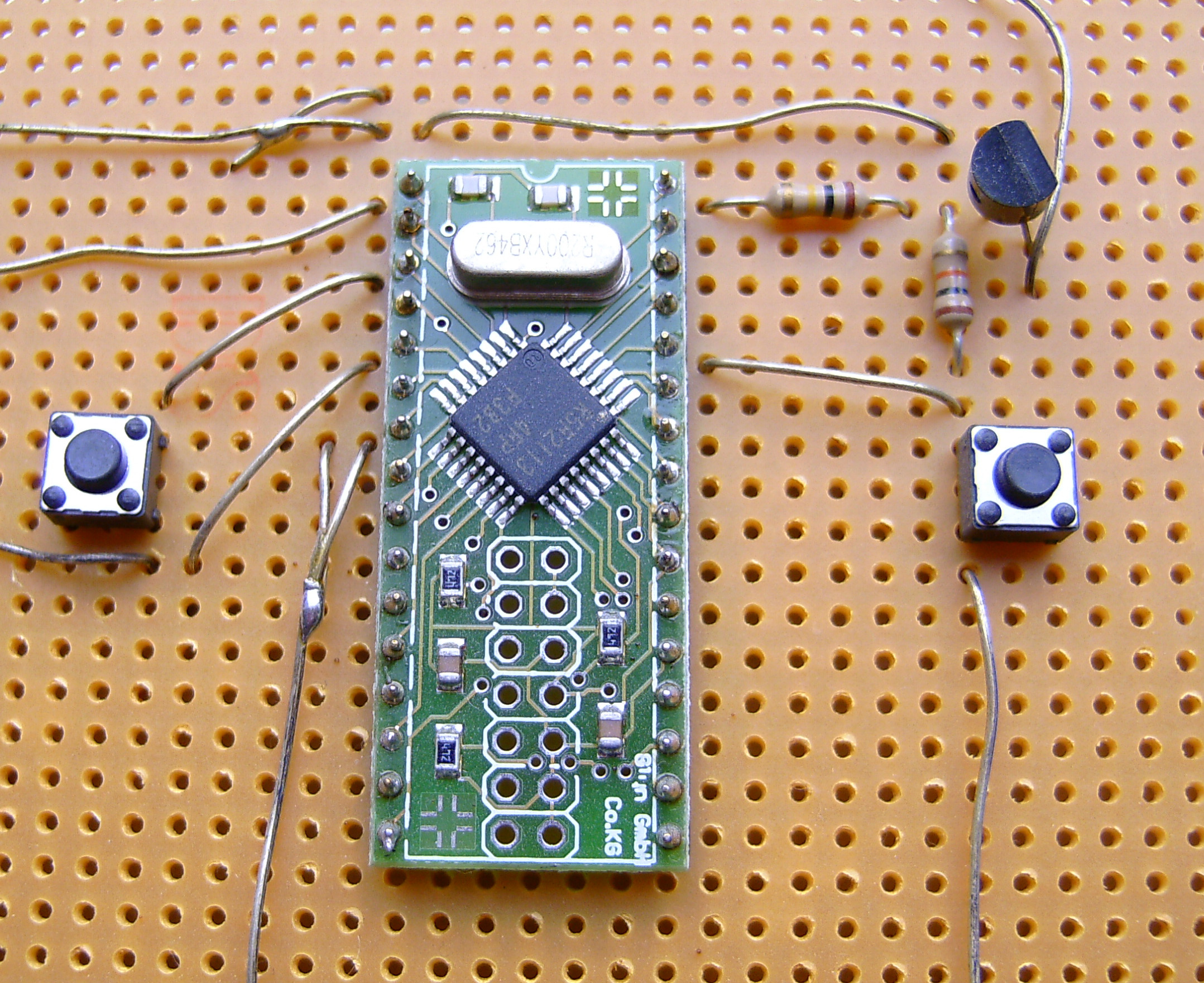
R8C/TINY

R8C/Tinyシリーズとはルネサス テクノロジ（現：ルネサス エレクトロニクス）の開発したマイクロプロセッサでM16Cファミリの1シリーズである。R8C の R はルネサス エレクトロニクス、C は CISCを表す。R8CのCPUコアはM16Cファミリと同一であるが、周辺バスを8ビット化するなどの機能省略化により、Tinyシリーズ(ルネサス エレクトロニクスでは、外部バスを持たないマイクロプロセッサ製品群をTinyシリーズと位置づけている)に特化している。メモリ空間は1MB。

## 概要
全製品、プログラム用メモリとしてフラッシュメモリを内蔵している。また、グループの多くはデータフラッシュ(ユーザーデータ格納用として、書き込み・消去回数を向上させたフラッシュメモリ)の有・無をペアとしたラインナップとなっていて、例えばR8C/15は、R8C/14にデータフラッシュを追加した点のみが差異となっている。その他、パワーオンリセット回路、電圧低下検出回路、低・高速オンチップオシレータなどを内蔵し、外付け回路を削減した回路設計を可能としている。また、オンチップ・デバッキングインターフェースを内蔵している。専用エミュレータであるE8との通信は、R8C/14,15以降の品種では、デバッグ通信専用の端子1本のみで行うので、他の機能ピンが占有されることはない。（最初期品であるR8C/10,11,12,13は、デバッガとの通信にシリアルポートを使用する）
ルネサス エレクトロニクスでは、統合前の日立製作所の半導体部門が開発したH8ファミリおよびSuperHファミリも並行して展開しているが、三菱電機の半導体部門が開発したM16Cファミリの流れを汲むR8Cとはバイナリの互換性はない。H8とR8Cを比較したとき、前者はビッグエンディアンであるのに対し後者はリトルエンディアンであること、純正のCコンパイラでのビットフィールドの扱いが前者はMSBファーストであるのに対して後者はLSBファーストであることなど、コードの移植性に関しては注意すべき点がいくつもある。しかし、元はH8およびSuperH向けの統合開発環境であったHEWをR8Cの開発にも使用できるようになったり、逆にR8C専用エミュレータであったE8をH8/Tinyシリーズのデバッグでも使用できるようになるなど、プロセッサの選択がより柔軟に行えるような環境が整いつつある。
当初は、H8/Tinyシリーズがカバーしていない32ピン以下の少ピンパッケージのラインナップが特徴であったが、52ピン以上のグループも加わっており、今後は80ピン以上のグループも予定されている。

## グループ
R8C には以下のようなグループが存在する。
- R8C/1xシリーズ（R8C/10, R8C/11, R8C/12, R8C/13, R8C/14, R8C/15, R8C/16, R8C/17, R8C/18, R8C/19, R8C/1A, R8C/1B）
- R8C/2xシリーズ（R8C/20, R8C/21, R8C/22, R8C/23, R8C/24, R8C/25, R8C/26, R8C/27, R8C/28, R8C/29, R8C/2A, R8C/2B, R8C/2C, R8C/2D, R8C/2E, R8C/2F, R8C/2G, R8C/2H, R8C/2J, R8C/2K, R8C/2L）
- R8C/Mxシリーズ
- R8C/3xシリーズ
- R8C/5xシリーズ
- R8C/Lxシリーズ